# Davenport (Washington)
Davenport je grad u američkoj saveznoj državi Washington. Prema popisu stanovništva iz 2010. u njemu je živjelo 1.734 stanovnika.